# Rotkopf-Ameisenpitta
Der Rotkopf-Ameisenpitta (Grallaricula cucullata) ist eine bislang wenig erforschte Vogelart aus der Familie der Ameisenpittas (Grallariidae). Er bewohnt feuchte, hochgelegene Bergwälder in den Anden Kolumbiens und Venezuelas und ist vor allem durch den fortschreitenden Verlust seines Lebensraums bedroht.

## Merkmale
Rotkopf-Ameisenpittas sind sehr kleine Vögel, die ausgewachsen eine Größe zwischen 10 und 12 cm erreichen können. Ihr Gewicht liegt im Mittel bei etwa 19 g. Der Körperbau wirkt allgemein rundlich mit kurzen, abgerundeten Flügeln, einem stark reduzierten Schwanz und einem kleinen, stumpfen Schnabel. Die Beine sind hingegen Ameisenpitta-typisch lang und dünn und setzen weit hinten am Körper an. Insgesamt entsteht dadurch der Eindruck einer vergleichsweise aufrechten Körperhaltung. Ein äußerlich erkennbarer Sexualdimorphismus liegt bei der Art nicht vor. Das Gefieder ist im Rückenbereich olivbraun gefärbt und zeigt leichte, aschgraue Einschläge. In scharfem Kontrast dazu sind Nacken, Haube, Stirn und Gesicht hell orange-rot, was dem Rotkopf-Ameisenpitta auch seinen Trivialnamen eingebracht hat. Der Schwanz und die Oberseite der Flügel entsprechen in ihrer Färbung weitgehend der des Rückens, tendieren jedoch etwas mehr zu wärmeren Brauntönen. Die obere Brust und die Flanken sind grau, mit variablen Anteilen von dunklem Weiß. Ein schmaler, oft nur schlecht erkennbarer weißer Streifen an der Kehle grenzt diesen Bereich von der auffälligeren Färbung des Kopfes ab. Der Bauch und die untere Brust sind heller, jedoch in Richtung der Kloake häufig von verwaschenen Braun- und Grautönen durchzogen. An der Unterseite der Flügel zeigen die Arm- und Handdecken ein leicht gelbliches Braun, die Schwungfedern sind hingegen etwas dunkler. Die Schnabel ist einheitlich in hellem Gelb gefärbt, Füße und Zehen sind ähnlich, jedoch mit variablen braunen oder grauen Anteilen. Die Iris des Auges ist dunkelbraun.

## Habitat und Verhalten
Der Rotkopf-Ameisenpitta gehört zu den am schlechtesten erforschten Vertretern seiner Gattung, viele Aspekte seiner Lebensweise sind bislang nicht oder nur unvollständig erforscht. Die Art besiedelt den dichten Unterwuchs feuchter, tropischer Bergwälder, welche Mikrohabitate dabei bevorzugt werden, ist allerdings unklar. Direkter Kontakt mit dem Erdboden wird allerdings eher gemieden, stattdessen bewegen sich die Vögel durch die unteren Etagen des Waldes fort. Dabei scheinen sie auf größtenteils unberührten Primärwald angewiesen zu sein, menschengemachte Veränderungen ihres Lebensraums tolerieren sie offenbar nur schlecht. Wie alle Grallaricula-Arten kann auch der Rotkopf-Ameisenpitta häufig dabei beobachtet werden, wie er eine Zeitlang an ein und derselben Stelle verharrt und dabei eine rhythmische Drehbewegung des Rumpfes vollführt, während der Rest des Körpers bewegungslos bleibt. Die genaue Funktion dieses Verhaltens ist bislang noch unklar. Ernährung und Jagdverhalten sind, mit einer Ausnahme, noch unbeschrieben. Im Jahr 1879 wurde der Mageninhalt eines einzelnen, weiblichen Exemplars untersucht, wobei nicht näher bestimmte Insekten gefunden wurden. Im Körper desselben Weibchens wurde außerdem ein einzelnes, vollständig ausgebildetes Ei gefunden, dessen Abmessungen in etwa 20,3 × 16,5 mm betragen. Die Schale wurde als leicht glänzend und von kaffeebrauner Grundfarbe mit einer Reihe dunkelbrauner, zimtfarbener, rötlicher und lavendelfarbener Flecken und Tupfer beschrieben. Weitere Beschreibungen der Eier der Art gibt es bisher nicht, alle anderen Aspekte der Brutbiologie sind ebenfalls unbekannt. Die Art scheint insgesamt weniger ruffreudig als andere Vertreter ihrer Gattung zu sein. Der noch am häufigsten gehörte Ruf besteht aus einem einzelnen langgezogenen, mit einigen Sekunden Abstand wiederholten Ton. Beim eigentlichen Gesang könnte es sich um einen zwei- bis dreisilbigen, hochfrequenten Ton handeln, der jeweils zwei bis drei Mal hintereinander wiederholt wird. Hiervon gibt es jedoch bislang nur eine einzige Beschreibung aus dem Jahr 2004, eine Tonaufnahme existiert bislang nicht.

## Verbreitung und Gefährdung

Bekanntes Verbreitungsgebiet des Rotkopf-Ameisenpittas

Der Rotkopf-Ameisenpitta ist bisher von einer Anzahl versprengter Orte in allen drei Kordilleren der kolumbianischen Anden sowie von einer einzelnen Lokalität unmittelbar jenseits der Grenze zu Venezuela bekannt. Neue Nachweise gelingen jedoch noch immer mit einer gewissen Regelmäßigkeit, so dass die tatsächliche Ausdehnung des Verbreitungsgebiets wohl noch unbekannt ist. Generell werden die Vögel auf Grund ihrer unauffälligen Lebensweise und ihrer geringen Körpergröße vermutlich häufig übersehen. Die Art bewohnt Höhenlagen zwischen 1500 und 2800 m, ist jedoch auf circa 1800 bis 2150 m am häufigsten anzutreffen. Die IUCN stuft den Rotkopf-Ameisenpitta mit Stand 2017 als „gefährdet“ ein (Status vulnerable). Als größte Bedrohung für den Fortbestand der Art gilt die zunehmende Entwaldung der Region zur Schaffung landwirtschaftlicher Flächen. Die eigentlich recht abgelegenen Wälder, die die Art bewohnt, werden dabei vor allem für den illegalen Anbau von Schlafmohn abgeholzt, der zur Erzeugung von Opium dient. Der globale Bestand des Rotkopf-Ameisenpittas wird auf minimal 1500 und maximal 7000 adulte Individuen geschätzt. Die Populationsentwicklung verläuft dabei rückläufig.

## Systematik
Die Erstbeschreibung des Rotkopf-Ameisenpittas stammt aus dem Jahr 1856 und geht auf den britischen Zoologen Philip Lutley Sclater zurück. Beim Holotyp handelt es sich um ein noch nicht ausgewachsenes Exemplar unbekannten Geschlechts, wobei diese Tatsache Sclater offenbar nicht bewusst gewesen war. Dieser Vogel war an einem nicht näher dokumentierten Ort in Kolumbien gesammelt und anschließend in Bogotá verkauft worden. Als wissenschaftlichen Namen vergab Sclater zunächst das Binomen Conopophaga cucullata, womit er die neue Art zunächst in die Familie der Mückenfresser (Conopophagidae) stellte. Das Artepitheton leitet sich vom lateinischen cucullus her, was im deutschen etwa „Haube“ oder „Kapuze“ bedeutet. Mittlerweile wird der Rotkopf-Ameisenpitta als ein Vertreter der Gattung Grallaricula betrachtet, wo vermutlich der Ockerstirn- (G. ochraceifrons) und der Schmuckameisenpitta (G. peruviana) die nächsten Verwandten der Art darstellen dürften.
In der Regel wird neben der Nominatform noch eine weitere Unterart unterschieden, deren Gültigkeit jedoch nicht unumstritten ist, da sie sich nur durch einige Nuancen ihres Aussehens abgrenzen lässt:
- G. c. cucullata (Sclater, 1856) – Die Nominatform ist von einer Reihe isolierter Orte in den kolumbianischen Departamentos Valle del Cauca, Huila, Antioquia und Risaralda bekannt.
- G. c. venezuelana Phelps & Phelps,WH Jr, 1956 – Südwesten des venezolanischen Bundesstaates Táchira und Westen des Bundesstaates Apure. Die Färbung des Gefieders wirkt insgesamt minimal dunkler, mit einer etwas mehr olivfarbenen Brust sowie eher cremefarbenen bis gelblichen Unterschwanzdecken und unterem Bauchbereich.